# 托波利亞 (普里盧基區)
50°32′4″N 32°24′11″E / 50.53444°N 32.40306°E
托波利亞（烏克蘭語：Тополя），是烏克蘭的村落，位於該國北部切爾尼戈夫州，由普里盧基區負責管轄，始建於1800年，面積0.2平方公里，海拔高度128米，2001年人口28，人口密度每平方公里134人。